# Johnny Be Good
Johnny Be Good  (originaltitel: Johnny Be Good) är en amerikansk romantisk komedifilm från 1988 i regi av Bud Smith.

## Rollista (urval)
| Anthony Michael Hall | – Johnny Walker                      |
| Robert Downey Jr.    | – Leo Wiggins                        |
| Paul Gleason         | – Wayne Hisler                       |
| Uma Thurman          | – Georgia Elkans                     |
| Jennifer Tilly       | – Connie Hisler                      |
| Robert Downey Sr.    | – NCAA Investigator Floyd Gandolfini |
| George Hall          | – morfar Walker                      |